# 안성 도기동 삼층석탑
안성 도기동 삼층석탑(安城 道基洞 三層石塔)은 대한민국 경기도 안성시, 구 안성 읍내가 내려다보이는 도기동 입구 언덕 위에 있는 고려시대 후기의 삼층석탑이다. 1989년 6월 21일 경기도의 문화재자료 제76호로 지정되었다.

## 개요
구 안성 읍내가 내려다보이는 도기동 입구 언덕 위에 건립되어 있는 이 탑은 높이가 5.4m로 전체적인 양식으로 보아 백제계 석탑에 이은 고려시대 석탑이다. 평면 사각형의 기단 위에 3층 탑신을 올렸다.
이 탑은 여러장의 돌로 조립된 지대석 위에 모서리 기둥만이 조각된 가단을 놓았다.
갑석은 1장의 얇은 돌로 만들었는데 아래에는 1단의 부연이 있다. 탑신부 중 1층 탑몸돌만 여러 장의 돌을 사용하였을 뿐 나머지는 모두 하나의 돌로 구성되어 있다.
지붕돌은 편평한 석재를 놓아 다른 석탑에서와 같은 조형미를 찾을 수 없다. 전체적인 양식으로 보아 고려 후기에 조성된 것으로 추정된다.
생긴 모양의 특이성 때문에 5층 옥개석이 소실된 오층석탑으로 보는 견해도 있다.

## 같이 보기
- 삼층석탑

## 참고 자료
위키미디어 공용에 안성 도기동 삼층석탑 관련 미디어 분류가 있습니다.
- 안성도기동삼층석탑 - 국가유산청 국가유산포털